# Intérieur (topologie)

Le point x est dans l'intérieur de S car il y a une boule centrée en x entièrement incluse dans S. Le point y n'est pas dans l'intérieur de S.

Pour les articles homonymes, voir intérieur et int.
En mathématiques, l'intérieur (abrégé en int) est une notion de topologie appliquée à une partie d'un espace topologique.
Soit X un espace topologique et A une partie de X. On appelle intérieur de A le plus grand ouvert de X inclus dans A. Il existe : c'est la réunion de tous les ouverts inclus dans A. Il se note soit à l'aide d'un petit cercle suscrit, soit par une notation préfixe avec l'abréviation int :
{\displaystyle {\stackrel {\ \circ }{A}}=\mathrm {int} (A)}.

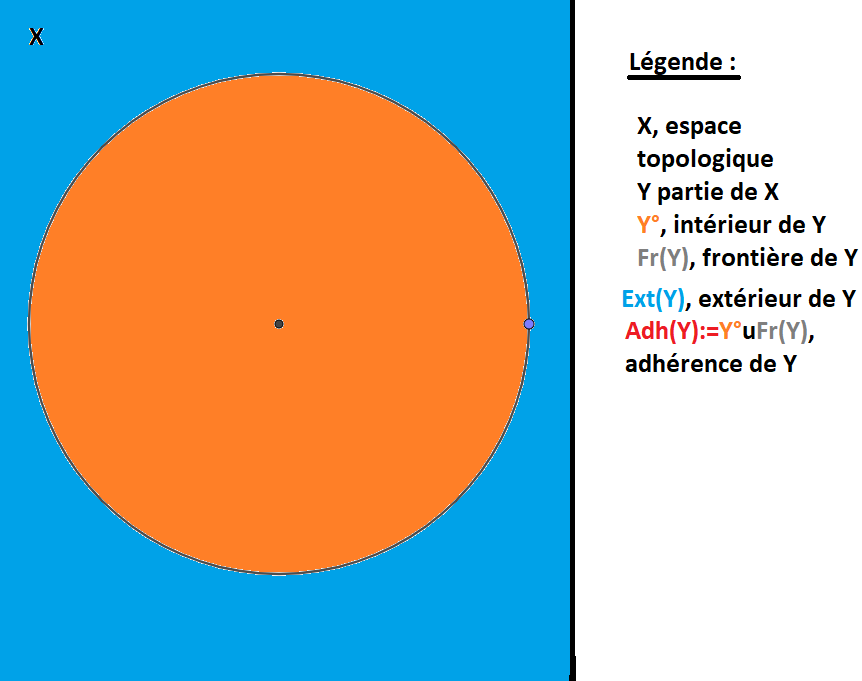
Illustration de concepts de base en topologie générale

On définit aussi et de façon différente l'intérieur d'une variété à bord.

## Topologie générale
Soient X un espace topologique et A une partie de X.

### Point intérieur
Un point x de X appartient à l'intérieur de A si et seulement si A est un voisinage de x.
Les éléments de l'intérieur de A sont appelés les « points intérieurs à A ».
Les points non intérieurs à A sont les points adhérents à X\A (le complémentaire de A dans X).

### Point extérieur
Un point x de X est dit « extérieur à A » s'il est intérieur à X\A, c'est-à-dire s'il n'est pas adhérent à A.
Dans un espace métrique {\displaystyle E}, pour qu'un point {\displaystyle x\in E} soit extérieur à une partie non vide {\displaystyle A\subset E}, il faut et il suffit que sa distance à {\displaystyle A} soit non nulle.

### Propriétés
- Une partie est ouverte si et seulement si elle est égale à son intérieur[1].
- Idempotence : l'intérieur de l'intérieur est égal à l'intérieur.
- Croissance pour l'inclusion : si A est une partie de B alors int(A) est une partie de int(B).
- Le complémentaire de l'intérieur est égal à l'adhérence du complémentaire.
- Compatibilité avec les produits finis : si A ⊂ X et B ⊂ Y alors, l'intérieur de A×B dans l'espace produit X×Y est int(A)×int(B).
- Si U est un sous-espace de X (muni de la topologie induite) et F une partie de X, l'intérieur de F ∩ U dans ce sous-espace contient int(F) ∩ U (parfois strictement, comme dans l'exemple X = ℝ et F = U = {0}). Il lui est égal si U est un ouvert de X.
- L'intérieur d'une intersection est incluse dans l'intersection des intérieurs mais l'inclusion peut être stricte (pour une intersection finie, on a cependant égalité[1]).
- Une union d'intérieurs est incluse dans l'intérieur de l'union mais l'inclusion peut être stricte, même pour une union finie.
- Pour un ensemble dénombrable de fermés d'un espace de Baire, l'union des intérieurs est dense dans l'intérieur de l'union.En effet, soit U un ouvert non vide inclus dans l'union des fermés Fn. Dans l'espace de Baire U (muni de la topologie induite), l'intérieur int(Fn) ∩ U de l'un des fermés Fn ∩ U est non vide, donc U rencontre l'union des int(Fn).

### Exemples
- Dans n'importe quel espace topologique X, l'ensemble vide et X sont ouverts donc égaux à leurs intérieurs.
- Dans un espace discret, toute partie est, de même, son propre intérieur.
- Dans un espace métrique, un point a est intérieur à une partie A s'il existe r > 0 tel que la boule ouverte de centre a et de rayon r soit incluse dans A.
- Dans l'espace euclidien R des nombres réels muni de la topologie usuelle :
  - l'intérieur du segment [0, 1] est l'intervalle ouvert ]0, 1[ ;
  - l'intérieur de l'ensemble Q des nombres rationnels est vide ;
  - l'intérieur de ]–∞, 0]⋃[0, +∞[ = R est R, tandis que la réunion des deux intérieurs est R* ;
  - la suite d'intervalles ]–∞, 1/(n+1)[ (ouverts donc égaux à leurs intérieurs) a pour intersection ]–∞, 0], dont l'intérieur est ]–∞, 0[.
- Dans l'espace des nombres complexes, l'intérieur de l'ensemble {z ∈ C / |z| ≥ 1} est l'ensemble {z ∈ C / |z| > 1}.
- Dans tout espace euclidien, l'intérieur d'un ensemble fini est l'ensemble vide.
- Dans un espace muni de la topologie grossière où les seuls ouverts sont l'espace total et l'ensemble vide, toute partie stricte est d'intérieur vide.

L'intérieur d'une partie dépend de la topologie considérée. Dans le cas de R :
- muni de la topologie usuelle, int([0, 1]) = ]0,1[ ;
- muni de la topologie discrète, int([0, 1]) = [0, 1] ;
- muni de la topologie grossière, int([0, 1]) est l'ensemble vide.

## Topologie des variétés
L'intérieur d'une variété topologique à bord M de dimension n est l'ensemble des points de M qui possèdent (dans M) des voisinages homéomorphes à Rn. Son complémentaire dans M est appelé le bord de M.
Si M est compacte et plongée dans Rn, la définition de son intérieur coïncide avec la définition de topologie générale.